# Mauro Macario
Mauro Macario (Santa Margherita Ligure, 21 febbraio 1947) è un regista, drammaturgo, poeta e scrittore italiano.

## Biografia
Nato dall'unione fra Erminio Macario e Giulia Dardanelli (1921-2015), dopo aver frequentato la Scuola d'arte drammatica del Piccolo Teatro di Milano nel biennio 1963-1964 (tra i maestri Ruggero Jacobbi) e poi al termine di un apprendistato come aiuto regista con Bruno Corbucci (10 film) si è avviato alla regia cinematografica, a quella teatrale, e infine a quella televisiva curando per la Rai e per Canale 5 programmi di carattere musicale. Dal 1990 si dedica alla scrittura poetica, alla saggistica, e alla narrativa. 

## Filmografia

### Regista

#### Cinema
- Perché si uccidono (La merde)[2] (1976)

#### Teatro
- La moglie ebrea, da Terrore e miseria del Terzo Reich di Bertolt Brecht, Associazione Maschera Club, al teatro Tys del Psdi, Milano (1964)
- La fanciulla da marito di Eugène Ionesco (1964)
- Anche l'alba si fracassa di Flavio Bonacci (1964)
- Licenza di ridere di Mauro Macario, Teatro Tenda Bussoladomani, Lido di Camaiore (1977)
- Da quale mondo vieni? di Mauro Macario, Peter Kolosimo, Lino Aldani, compagnia Mauro Macario - Teatro della Fantascienza - Teatro Erba, Torino (1978)
- Gran bontà della vita, tratto da Quattro commedie per la rivoluzione nera di LeRoi Jones, compagnia Teatro del Salto, Teatro Nuovo di Torino (1979)
- Oplà giochiamo insieme di Mauro Macario, compagnia Erminio Macario, Teatro Macario, Torino (1979)
- Macario, il sogno di una maschera di Mauro Macario, compagnia "I Passatisti" (2010)
- Alma Matrix di Léo Ferré, compagnia "I Passatisti" (2011)
- Una stagione all'inferno, dall'opera omonima di Arthur Rimbaud (2013)

### Attore
- Avventura al motel, regia di Renato Polselli (1962)

### Recitals
- EM - Emanuele Carnevali va in America di Danilo Selvaggi, interprete narrante Mauro Macario con il gruppo musicale Acustimantico, cantante Raffaella Misiti, Sarzana 2008, Festival Sconfinando. Replica a Bazzano, luogo natio del poeta
- Recital con Bruno Lauzi alla rassegna Lunaria -Musicultura, Recanati (1997)
- Recitals con Enrico Medail, Lucio Matricardi, Gianluigi Cavaliere (Chantango) su testi e musiche di Léo Ferré (anni '90/2006)
- Recital con Michele Straniero su Ferré e Brassens (Torino, anni '90)
- Recital con Vittorio De Scalzi (New Trolls) sul poeta Riccardo Mannerini, a Genova e Sestriere

### Autore teatrale
- Un regolamento di conti, atto unico, compagnia teatrale Erminio Macario, Teatro Carignano, Torino (1972)
- Sganarello medicosifaperdire, commedia buffa in due tempi scritta alla maniera di Molière da C. M. Pensa e Mauro Macario, compagnia Erminio Macario, Teatro Macario, Torino (1977). Ripresa dalla compagnia di Roberto Brivio, con la regia di Vito Molinari, Milano (2003)
- Macario, il sogno di una maschera,[3] compagnia "I Passatisti" (2009-2010)
- Pierrot-de Sade: Match dell'anno zero, compagnia di Paolo Paoloni, Teatro delle Muse, Roma (1975)
- Licenza di ridere, compagnia di Erminio Macario (1977)
- Picnic al Musiné (dallo spettacolo Da quale mondo vieni?), compagnia di Mauro Macario - Teatro Erba, Torino (1978)
- Oplà giochiamo insieme, compagnia Macario, Teatro Macario, Torino (1979)
- Buonasera con Macario, coautore con Leo Chiosso e Sergio D'Ottavi (Rai Due, 1979)

## La poesia e la musica
Come poeta tiene dei reading in numerose rassegne nazionali ed europee (Parigi, Lione, Grigny, Sète, Chambéry, Toledo), in particolare al Festival Internazionale di Poesia di Genova e al Festival internazionale della Poesia Voix Vives, a Sète nel 2014, e a Toledo nel 2019. Dal 2003 collabora con Gianluigi Cavaliere leader di Chantango, ensemble musicale italiano. Approfondisce il binomio poesia/musica. Per vent'anni ha interpretato poesie e monologhi del suo Maestro Léo Ferré al Festival di San Benedetto del Tronto, a lui dedicato.

## Album
- Amoropolis, Durium, 1979.

## Opere letterarie

### Poesia
- Le ali della jena: poema, presentazione di Leo Ferrè, Bergamo,P. Lubrina, 1990.
- Crimini naturali, prefazione di Lucio Klobas, Castel Maggiore, Book, 1992.
- Cantico della resa mortale, prefazione di Giuseppe Pederiali, Castel Maggiore, Book, 1994.
- Silenzio a Occidente, prefazione di Francesco De Nicola, Genova, Liberodiscrivere, 2007.
- La screanza, prefazione di Rodolfo Di Biasio, Genova, Liberodiscrivere, 2012.
- Metà di niente, prefazione di Francesco De Nicola, Pasturana, Puntoacapo, 2014.
- Le trame del disincanto: tutte le poesie 1990-2017, prefazione di Francesco De Nicola, nota critica di Emanuele Andrea Spano, Pasturana, Puntoacapo, 2017
- Alphaville, prefazione di Paolo Gera, Pasturana, Puntoacapo, 2020.
- L'opera nuda: poesie, prefazione di Anna Leone, intervista all'autore di Roberta Petacco, Pasturana, Puntoacapo, 2021.
- Piccole infinitudini, prefazione di Viviane Ciampi, Pasturana, Puntoacapo, 2022.
- Il rumore della nebbia, prefazione di Marco Ercolani, Alessandria, Puntoacapo, 2023.

### Narrativa
- Ballerina di fila (romanzo) Aliberti Editore, 2004, ISBN 978-88-7424-047-0; poi Pasturana, Puntoacapo, 2021.

### Saggistica
- Leo Ferré, il cantore dell'immaginario, antologia e prefazione a cura di Mauro Macario, traduzioni di Enrico Médail, Giuseppe Gennari. Elèuthera, prima ediz. 1994, seconda ediz. 2003, ISBN 8885861-47-4
- Léo Ferré, L'arte della rivolta, antologia e prefazione a cura di Mauro Macario, traduzioni di E.Médail, G.Gennari, G.Armellini, F. Tranquilli, L. Matricardi, M. Macario. Selene edizioni, 2003, ISBN 88-86267-61-4
- Léo Ferré "Alma Matrix" traduzione e prefazione di Mauro Macario, immagini di Giuseppe Gilardi, disegno di Serge Arnoux, e una nota di Gino Paoli (liberodiscrivere edizioni, 2011) ISBN 978-88-7388-321-0
- Ferré e gli altri (Storia e testimonianze del Festival Ferré), libro collettivo a cura di Enrico de Angelis (edizioni Nda, 2014) ISBN 978-88-89035-86-3
- Macario, un comico caduto dalla luna Baldini&Castoldi, 1998, ISBN 978-88-8089-527-5;
- Macario, mio padre Campanotto editore, 2007, ISBN 978-88-456-0503-1
- Fabrizio De André in volo per il mondo (Mori editore, 2001). ISBN 978-88-86561-05-1
- Volammo davvero a cura di Elena Valdini, Fondazione Fabrizio De André, libro collettivo, Bur 2007 ISBN 978-88-17-01503-5
- L'imbiancatura del corvo, opere e monografia di Piero Colombani. Scritti visionari di Mauro Macario. Caleidoscopio edizioni, 2008. ISBN 88-95292-04-9
- La danza immobile fotografie di Giuseppe Gilardi, frammenti poetici di Mauro Macario. (Liberodiscrivere edizioni, 2008) ISBN 978-88-7388-176-6

### Curatele e contributi
- Riccardo Mannerini, Un poeta cieco di rabbia, Liberodiscrivere, 2004 antologia poetica, a cura di Mauro Macario e Claudio Pozzani ISBN 88-7388-045-2
- Riccardo Mannerini, Il sogno e l'avventura: poesie 1955-1980, Liberodiscrivere, 2009  antologia poetica, Francesco De Nicola e Maria Teresa Caprile, contributo di Mauro Macario.